# St. Martini-Bruderschaft Nottuln

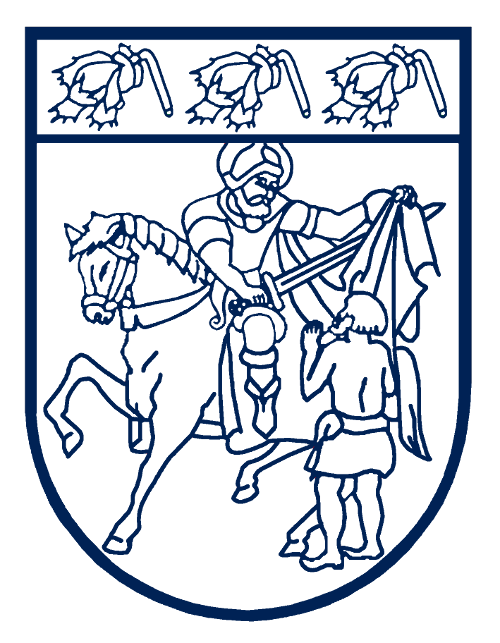
Wappen der St. Martini-Bruderschaft

Die St. Martini-Bruderschaft Nottuln ist eine kirchliche Bruderschaft, die Wappen und Siegel des St. Martin, ihres Patrons, führt. Sie pflegt ein besonderes Verhältnis zur katholischen Kirche und insbesondere zu ihrer Heimatpfarre St. Martinus in Nottuln (Westfalen).

## Geschichte
Erstmals wird die Bruderschaft in einer Urkunde aus dem Jahre 1383 erwähnt. In dieser Urkunde bestätigt Heinrich von Solms, Dekan zu Nottuln, dass er aus den Mitteln und im Auftrag der Bruderschaft einen Kamp von Wilhelm Schilling van den Broik gekauft hat. Ebenso bezeugt er, dass weder er noch einer seiner Nachfahren Anspruch darauf hat.
Es ist davon auszugehen, dass die St. Martini-Bruderschaft, welche zu dieser Zeit noch als „Bruderschaft unser Frauen (Maria) und St. Martini“ bezeichnet wird, auch schon vorher existierte, dies ist jedoch durch keinerlei Unterlagen zu belegen.
Wie viele andere Bruderschaften im Hochmittelalter unterstützte die Martinibruderschaft das kirchliche Leben, indem sie an Prozessionen teilnahm, eigene Gottesdienste feierte, Kranke und Arme unterstützte und ihre verstorbenen Mitglieder zu Grabe trug.
Zum ersten Mal ist in dem „Hauptbuch der Hochlöblichen Jung-Gesellen-Bruderschaft S.T. Martini in Nottulen“ von einem Schützenfest im Jahr 1784 die Rede, das die Bruderschaft veranstaltete. Seit dieser Zeit hält die St. Martini-Bruderschaft Nottuln jährlich ein mehrere Tage andauerndes Schützenfest in Nottuln ab.
Die Bruderschaft feiert seit 1933 alle 25 Jahre ein Jubelfest. Dies wurde zur 600-Jahr-Feier 1983 mit einem Kaiserschießen aller noch lebenden Könige begangen.

## Die Bruderschaft heute
Die Bruderschaft ist mit ihren rund 450 Mitgliedern der katholischen Kirche sehr verbunden und trägt durch den Besuch von Prozessionen und der Mitgestaltung des Patronatsfestes der Kirchengemeinde von St. Martinus zum kirchlichen Leben bei.
Sie stellt sich durch ihr jährlich stattfindendes Schützenfest am Wochenende nach Martinus Translation in Nottuln in der Öffentlichkeit dar.
Geführt und organisiert wird sie hierbei durch ihren gewählten Vorstand. Dieser setzt sich aus dem Offizierskorps, dem „Schwarzen Vorstand“ und dem geschäftsführenden Vorstand, der die Geschäfte der Bruderschaft führt, zusammen.

## Sonstiges
- Mitglied kann jeder werden, der bereit ist, die Ziele der Bruderschaft zu verfolgen.
- Im Jahr 2008 feierte die St. Martini-Bruderschaft zu ihrem 625-jährigen Bestehen ein Jubelfest.
- Die Bruderschaft veranstaltet jährlich Anfang November zu Ehren ihres Schutzpatrons einen Martinsumzug in Nottuln mit Laternenmarsch und Martinsspiel und verteilt Brezeln an die Kinder.